# 南澤道人
南澤 道人（みなみさわ どうにん、1927年（昭和2年）9月14日 - ）は、日本の僧侶。曹洞宗管長。永平寺第80世貫首。駒澤大学卒業。長野県出身。　
　 

## 経歴
長野県生まれ。更級郡桑原村（現在の千曲市大字桑原）の龍洞院という寺の長男として生まれる。長野県屋代中学校（旧制中学）を経て、1945年に海軍兵学校、1948年に駒澤大学専門部仏教科卒業。1949年、大本山永平寺僧堂に安居。
2003年まで長野県龍洞院住職。その間、1982年に大本山永平寺の副寺（ふうす）、副監院、監院、並びに道元禅師七百五十回大遠忌奉修の総監を務める。札幌中央寺住職。
2008年より大本山永平寺副貫首。2020年9月29日、永平寺貫首に就任。2022年1月21日に曹洞宗管長を退任し、石附周行が新しい管長に就任した。

## 人物
- 1944年、徴兵検査の年齢が徐々に下がり、18・19歳でも達者な人は徴兵されるようになる。勉強の成果を試してみようと中学5年生で、軍の学校の受験し江田島の海軍兵学校に合格。
- 江田島の兵学校生活は、1944年10月から1945年8月まで1年足らずの短いものだったが、規則正しい生き方の基本というものを身につける[4]。
- 終戦とともに帰郷した時、寺を離れていた1年足らずの間に両親が亡くなってしまう。30歳前後で村立保育園園長を任され10年ほど務めた。

## 著書
- 「国立国会図書館」を参照
- 『道元禅を生きる』